# سرهی کونووالوف
سرهی کونووالوف (اوکراینی: Сергій Борисович Коновалов؛ زادهٔ ۱ مارس ۱۹۷۲) بازیکن فوتبال اهل اتحاد جماهیر شوروی سوسیالیستی است.
از باشگاه‌هایی که در آن بازی کرده‌است می‌توان به باشگاه فوتبال پوهانگ استیلرز، باشگاه فوتبال بیتار اورشلیم، باشگاه فوتبال دنیپرو، باشگاه فوتبال آرسنال کی‌یف، باشگاه فوتبال دینامو کی‌یف، و باشگاه فوتبال کشله اشاره کرد.
وی همچنین در تیم ملی فوتبال اوکراین بازی کرده‌است.